# Miltada
× Miltada, (abreviado Mtad) en el comercio, es un híbrido intergenérico entre los géneros de orquídeas Ada x Miltonia. Fue publicado en Orchid Rev. 88(1044) cppo: 11 (1980).